# Musumusu
Musumusu, mort le 15 janvier 1846, est un homme futunien (Wallis-et-Futuna), gendre du roi Niuliki, connu pour avoir assassiné le missionnaire catholique Pierre Chanel à Futuna en 1841. 

## Biographie

### Assassinat de Pierre Chanel
Le 28 avril 1841, Musumusu assassine le missionnaire catholique Pierre Chanel à Futuna.

### Succession de Niuliki
À la mort de Niuliki en 1842, un conflit de succession éclate pour savoir qui sera à la tête du royaume d'Alo. Sam Keletaona est intronisé en tant que roi de tout Futuna et installe sa résidence à la frontière entre les deux royaumes, à Fugatoga. Mais face à l'hostilité de la population d'Alo, Keletaona se retire à Sigave. Alors que Musumusu est d'abord envisagé pour diriger Alo, les chefs Aliki se mettent d'accord pour désigner Meitala, le fils de Niuliki, qui devient roi d'Alo (Tu'i Agaifo). 
Un guerrier wallisien, Sione Tuuagahala, ami de Sam Keletaona, tente de prendre le pouvoir à Alo face au jeune Meitala. Lors de la cérémonie du kava organisée pour introniser le nouveau roi, Musumusu prend la coupe à la place de Tuugahala : il devient le nouveau roi d'Alo. Il rend ensuite ce titre à Meitala : « [Musumusu] a sauvé la royauté d'Alo et Meitala peut continuer à régner ».

### Conversion et mort

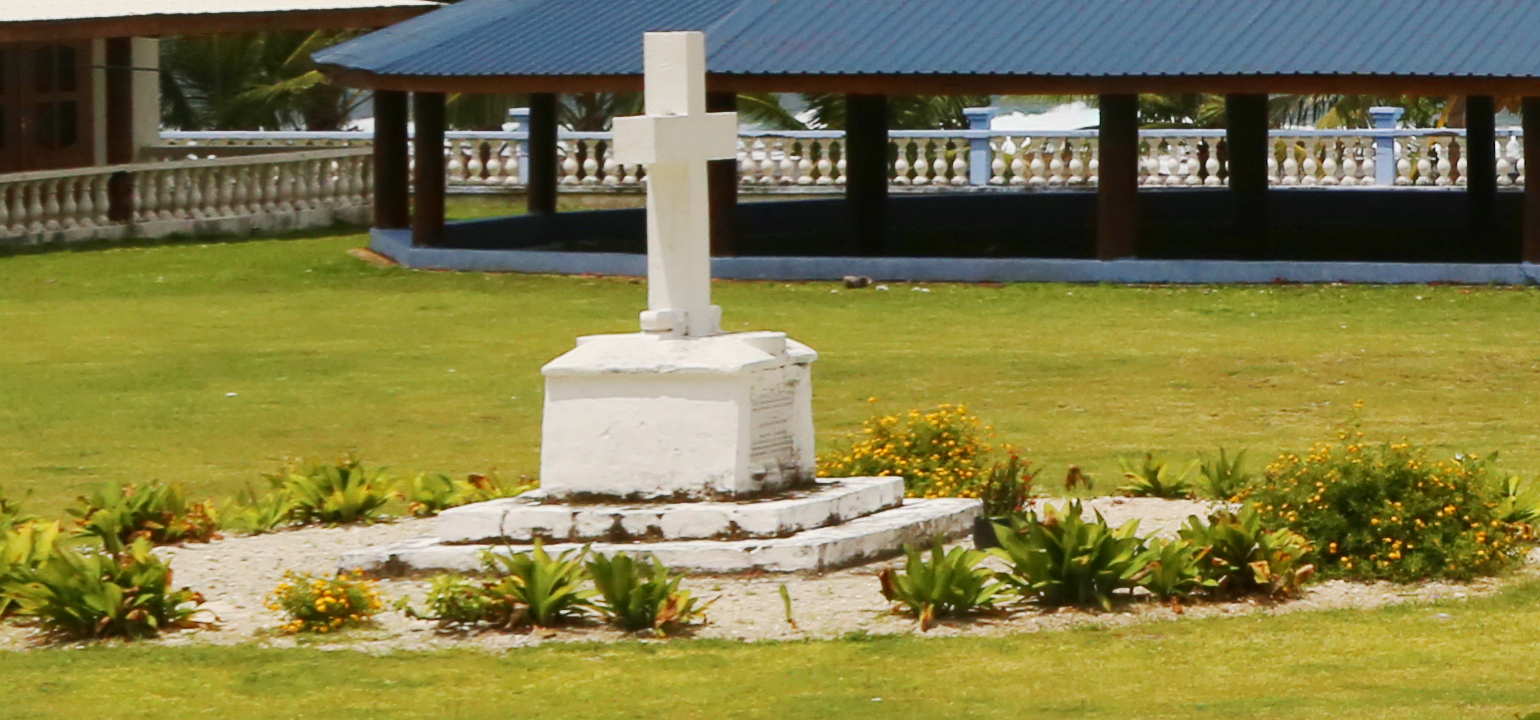
Autre vue de la tombe de Musumusu.

En 1844, Musumusu se convertit au catholicisme et prend le nom de Maulisio. Mort le 15 janvier 1846, il est enterré à Poi, près du lieu du meurtre de Pierre Chanel. Sa tombe, surplombée d'une croix blanche, se trouve devant la basilique Saint-Pierre-Chanel de Poi.